# G7+
Pour les articles homonymes, voir G7.
Les États du G7+ (également g7plus ) sont une association de sept États à l'origine considérés comme politiquement instables. L'objectif est de représenter les intérêts communs des membres auprès des États donateurs d'aide au développement et d'échanger leurs expériences en matière de mesures de stabilisation. Le Secrétariat du g7+ est situé au deuxième étage de la Kobe House du ministère des Finances (de) du Timor oriental, dans la capitale Dili.

## Histoire

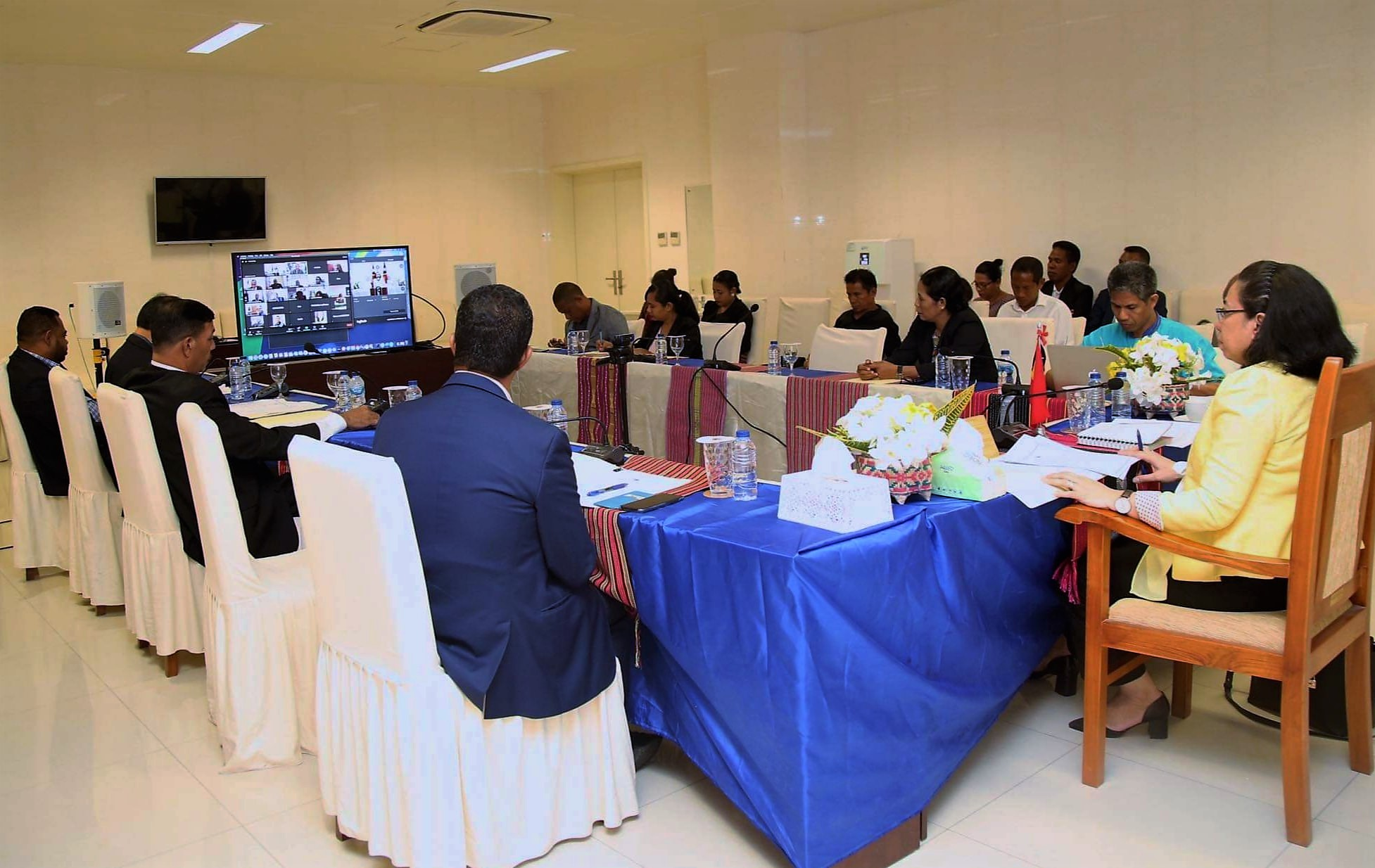
La délégation du Timor oriental lors d’une vidéoconférence du g7+ en 2020

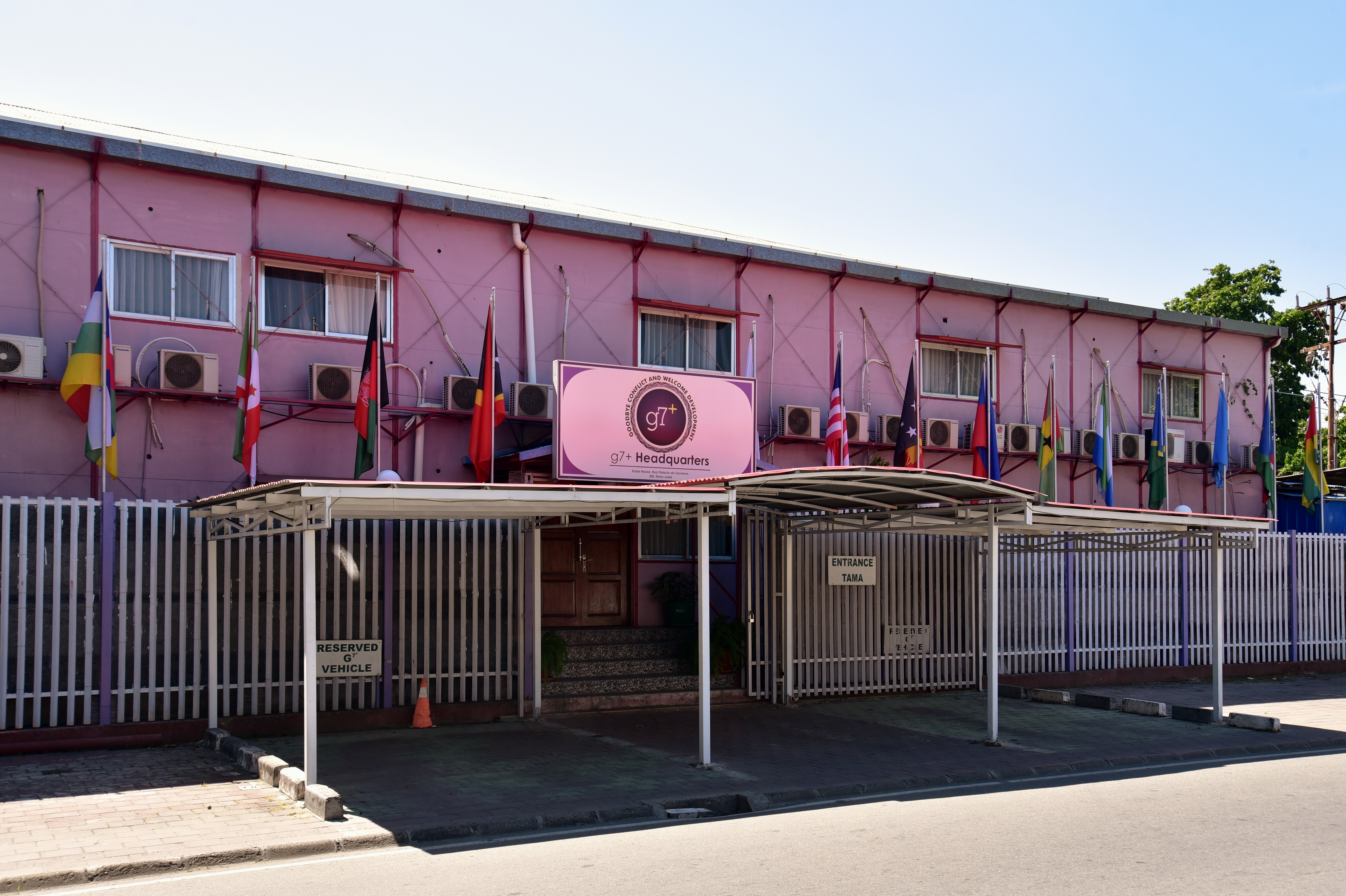
Siège du G7+ à Dili

Les origines du g7+ remontent au troisième Forum de haut niveau sur l'efficacité de l'aide à Accra, Ghana en 2008, où plusieurs États se sont rendus disponibles comme pays modèles pour une étude sur les États fragiles. Il a également été décidé ici de renforcer le dialogue entre bénéficiaires et donateurs de l'aide au développement. Une rencontre a été convenue entre la République démocratique du Congo, représentant les pays en développement, et la France, représentant les pays donateurs. La première réunion (de) a eu lieu à Paris en décembre 2008. Dans le même temps, les représentants des pays en développement se sont rencontrés pour la première fois et ont entamé un échange d'expériences. C’est là qu’est née la désignation small g7, en contrepartie du G7 à l’autre extrémité de l’échelle de développement. Il a été convenu de tenir d'autres réunions. La première devait a lieu au Timor oriental.
Le g7+ a été officiellement fondé lors du Forum des États fragiles le 8 avril 2010 à Dili. Toutefois, les représentants des États membres d'Afghanistan et d'Haïti étaient absents. Des représentants du Burundi, du Népal, des Îles Salomon, du Soudan du Sud, du Tchad et d'une quarantaine de pays donateurs d'aide au développement différents sont venus pour cela. En raison de l’augmentation du nombre d’États participants à 13, il a été décidé de l’appeler « g7+ ». Lors de la conférence, la ministre des finances du Timor oriental, Emília Pires (de) a été élue nouvelle présidente du g7+ pour un mandat de deux ans, succédant à Armand K. Boorey, ministre de l'aménagement régional du Congo. Cela visait à honorer les succès remportés dans la reconstruction du Timor oriental après les troubles au Timor oriental en 2006,. Ils sont apparus ensemble lors du quatrième Forum de haut niveau sur l'efficacité de l'aide (de).
La première réunion ministérielle a eu lieu à Djouba au Soudan du Sud en 2011. Lors de la deuxième réunion ministérielle à Port-au-Prince en Haïti en 2012, les Comores ont été officiellement reconnues comme le 20e État membre accepté. Des ministres d'Afghanistan, de République centrafricaine, d'Haïti, du Soudan du Sud et du Timor oriental étaient présents, ainsi que des délégations de la République démocratique du Congo, de Guinée-Bissau, de Sierra Leone et de Somalie.

## Président
| N° | Nom                 | Pays           | Debut | Fin  |
| -- | ------------------- | -------------- | ----- | ---- |
| 01 | Armand Boorey       | RD Congo       |       | 2010 |
| 02 | Emília Pires        | Timor oriental | 2010  |      |
| 03 | Kaifala Mara        | Sierra Leone   |       | 2016 |
| 04 | Momodu Lamin Kargbo | Sierra Leone   | 2016  |      |

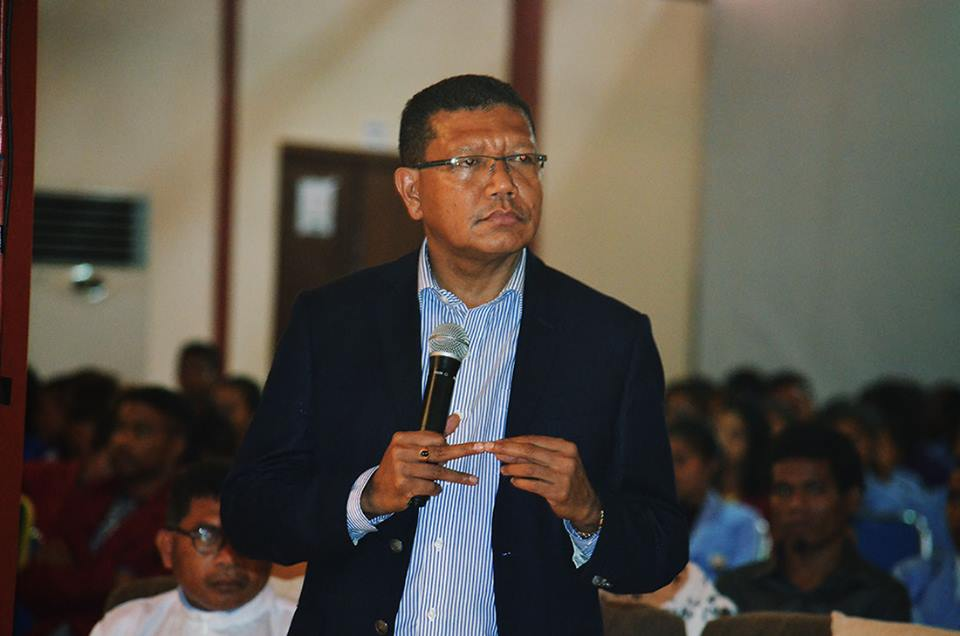
Helder de Costa (2017)

Le secrétaire général est Hélder da Costa (de) du Timor oriental (à partir de 2015/2021). 

## Membres du G7+
Membres fondateurs :
- Afghanistan
- Côte d'Ivoire
- Haïti

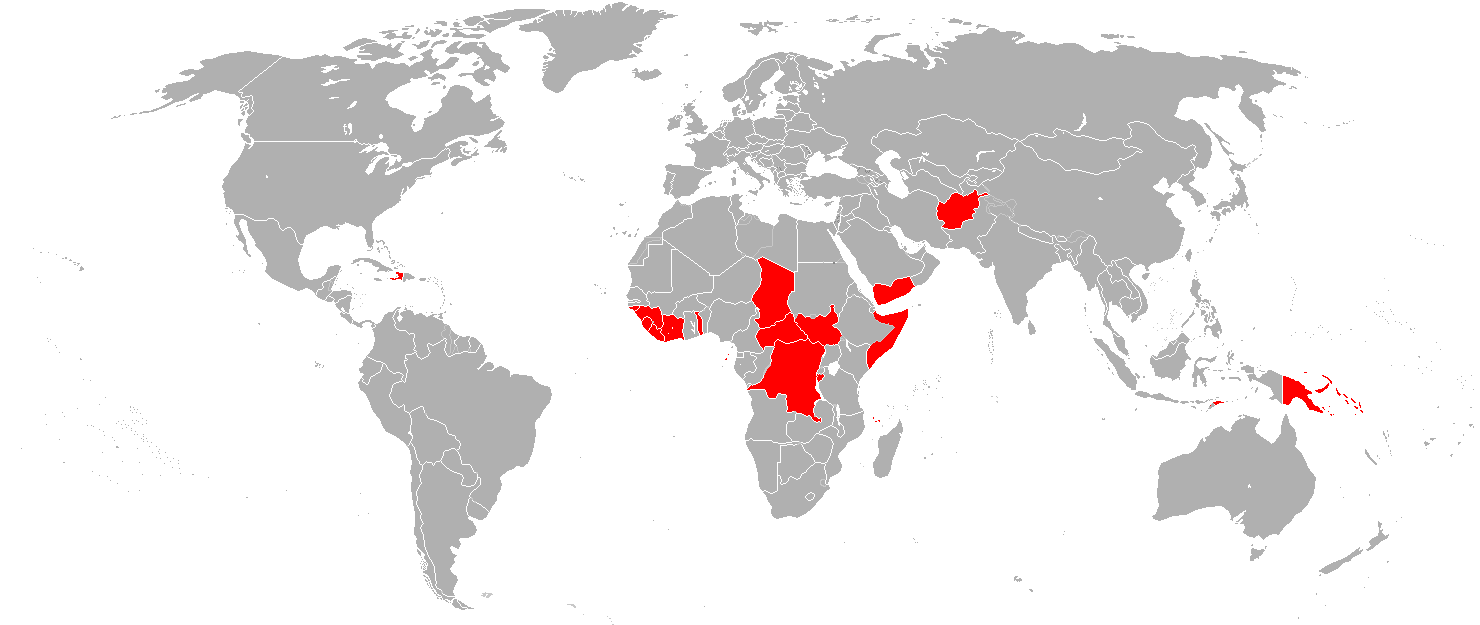
États membres du g7+

- République démocratique du Congo
- Timor oriental
- Sierra Leone
- République centrafricaine[7],[8]

Autres membres :
- Burundi
- Guinée
- Guinée-Bissau
- Yémen
- Comores
- Liberia
- Papouasie-Nouvelle-Guinée
- Îles Salomon
- Sao Tomé-et-Principe
- Somalie
- Soudan du Sud
- Togo
- Tchad[9]